# Uranotaenia moufiedi
Uranotaenia moufiedi är en tvåvingeart som beskrevs av EL Peyton 1977. Uranotaenia moufiedi ingår i släktet Uranotaenia och familjen stickmyggor. Inga underarter finns listade i Catalogue of Life.